# 서울 영휘원 산사나무
서울 영휘원 산사나무는 서울특별시 동대문구에 위치한 영휘원 내에 있던 산사나무로 2009년 10월 15일 대한민국의 천연기념물로 지정되었으나, 2015년 3월 12일 지정이 해제되었다.

## 지정 현황
천연기념물 지정당시 현황은 다음과 같다.
- 규격：1주
- 수고 : 9.0m
- 근원둘레 : 2.3m
- 흉고둘레 : 2.0m
- 나무갓 폭 : (동서방향) 10.6m, (남북 방향) 11.2m
- 수령 : 150년(추정)

## 지정 사유
산사나무는 늦봄의 하얀 꽃과 초가을부터 익는 아기사과 모양의 빨간 열매가 특징이다. 열매는 산사자(山査子)라 하여 해열제로 쓰인 기록이 조선왕조실록에 있으며 산사주(山査酒)를 담가 약술로 먹기도 한 전통나무이나 이 나무만큼 크게 남아있는 것이 거의 없을 정도가 되었다.
이 나무는 한 아름이 훨씬 넘는 큰 규모에 줄기의 골 모습도 특징적이고 수형 또한 아름다워 우리나라 산사나무를 대표하는 가치가 있으며, 엄귀비의 무덤 앞에 위치하는 문화적 가치도 있다.

## 해제 사유
2012년 태풍 볼라벤으로 인한 강풍 피해 및 생리적 노쇠 등에 의한 복합적인 원인으로 완전히 고사(枯死)하여 문화재로서의 가치를 상실하였다.

## 같이 보기
- 영휘원, 숭인원 (사적 제361호)
- 산사나무

## 참고 자료
- 서울 영휘원 산사나무 - 국가유산청 국가유산포털